# Schlacht bei Langport
Die Schlacht von Langport (englisch Battle of Langport) im Englischen Bürgerkrieg war ein Sieg der Parlamentstruppen, die am 10. Juli 1645 die letzte verbliebene königstreue Armee besiegten und damit die endgültige Kontrolle über den Westen Englands bekamen. Zuvor war der Westen des Landes Hauptnachschubgebiet der Königstruppen für Verstärkungen, Ressourcen und Importe gewesen.

## Feldzug

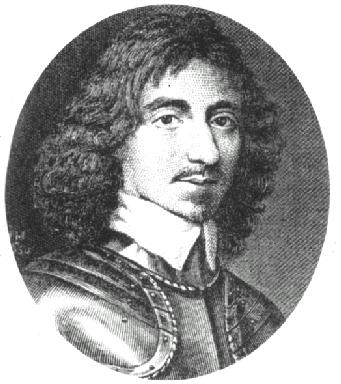
Thomas Fairfax

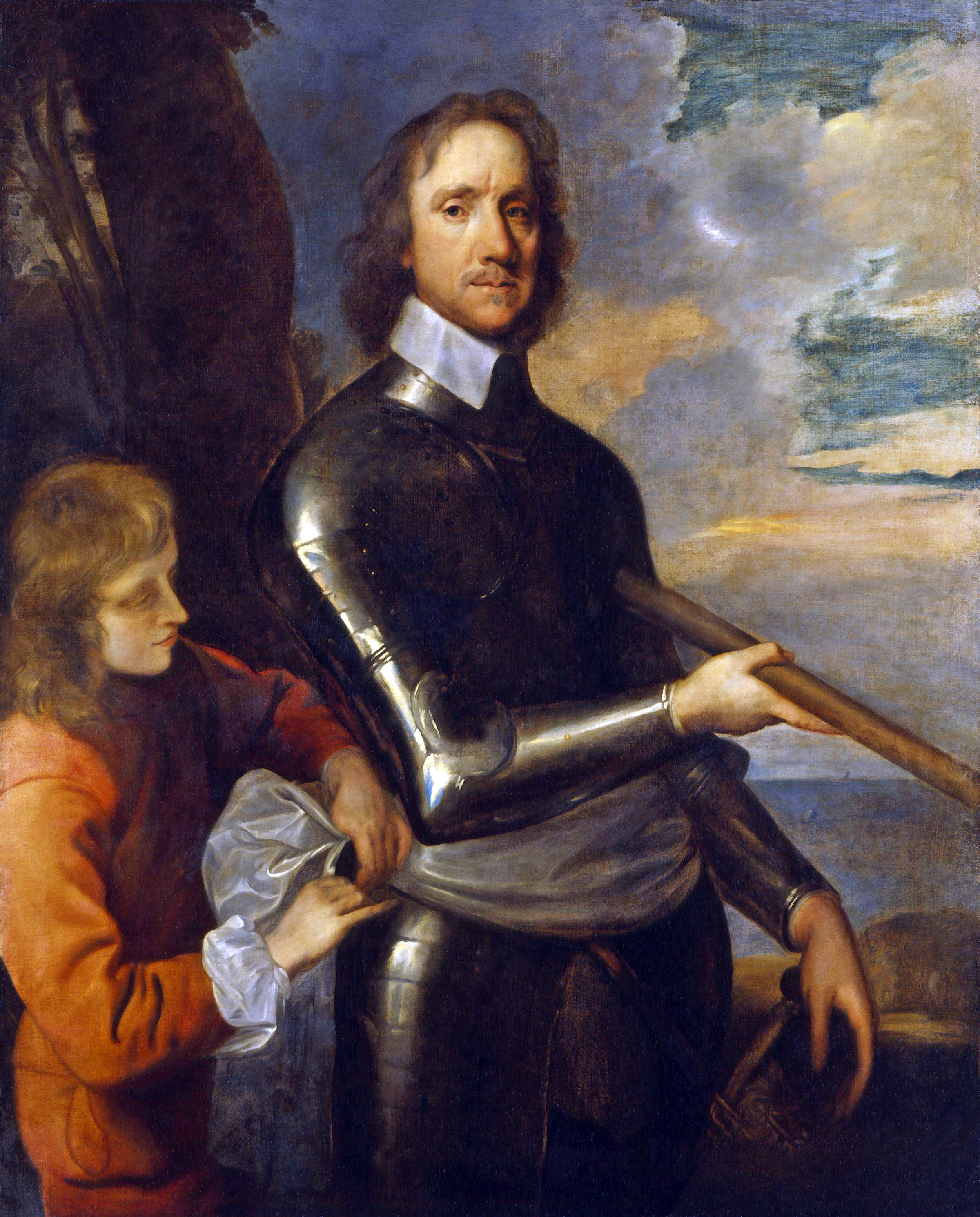
Oliver Cromwell

Die Stadt Taunton war im Juni 1644 für das Parlament von Robert Devereux und seiner Armee erobert worden. Nachdem er aber im September des Jahres in der Schlacht von Lostwithiel in Cornwall kapitulieren musste, begannen die Königlichen damit, Taunton zu belagern. Bevor die Stadt erobert werden konnte, erschien Ende November Sir William Waller mit einem Entsatzheer und befreite die Stadt von ihren Belagerern.
Die Rückschläge für das Parlamentsheer im Südwesten führten im Winter 1644/45 zur Formulierung der „Self-denying Ordinance“ und zur Aufstellung der „New Model Army“.
Anfang des Jahres 1645 beauftragte König Karl I. George Lord Goring damit, Taunton und andere parlamentarische Außenposten im Westen zurückzuerobern. Dies veranlasste das Parlament Ende April, als Gegenmaßnahme den Hauptteil der New Model Army unter dem Befehl von Sir Thomas Fairfax nach Westen zu beordern. Daraufhin zog Goring seine Truppen zurück, um mit der königlichen Hauptarmee bei Oxford zusammenzutreffen. Fairfax brach nunmehr seinen Marsch nach Westen ab, um Oxford zu belagern. Ein Zusammenstoß der Armeen blieb aber aus, da der König mit dem Hauptteil der Armee unter Prinz Ruprecht von der Pfalz nach Norden marschierte, während Goring die Belagerung Tauntons wiederaufnahm.
Als der König Ende Mai in Staffordshire von der Belagerung Oxfords durch Fairfax erfuhr, forderte er Goring auf, erneut zu ihm zu stoßen, während er selbst Leicester angriff, um Fairfax von seiner Belagerung Oxfords abzubringen. Am 14. Juni 1645 errang Fairfax mit dem Hauptteil der New Model Army in der Schlacht von Naseby einen entscheidenden Sieg über die königliche Armee. Unter ihm diente als Generalleutnant der Reitertruppen Oliver Cromwell. Nachdem er vier Tage später das zuvor von den Königlichen geplünderte Leicester zurückerobert hatte, wandte er sich wiederum nach Süden, um Taunton zu entsetzen. Der geschlagene König zog sich inzwischen nach Wales zurück, in der Hoffnung dort neue Truppen ausheben zu können oder aus Irland Unterstützung zu erhalten.
Fairfax’ Armee erreichte am 4. Juli Beaminster, wo man von der Aufgabe der Belagerung Tauntons durch Goring erfuhr. Dieser zog sich in Richtung der königstreuen Festung von Bridgwater zurück, da seine Armee der von Fairfax zahlenmäßig deutlich unterlegen war. Aus Taunton schloss sich Fairfax eine Abteilung unter dem Kommando von Oberst Ralph Weldon an.
Am 7. Juli erreichte Fairfax Yeovil. Einen Teil seiner Armee unter dem Kommando von Generalmajor Edward Massey sandte er in Richtung Taunton, da Goring dorthin eine Reiterabteilung zur Ablenkung geschickt hatte. Diese wurde am 8. Juli von Massey bei Ilminster besiegt. Am 10. Juli kam es dann zum Zusammentreffen von Fairfax’ und Gorings Armeen.

## Die Schlacht
Lord Goring hatte eine starke Verteidigungsposition eingenommen, nicht zuletzt, um seiner langsamen Artillerie und dem Versorgungstross den Rückzug zu ermöglichen.
Seine Haupttruppen verteidigten einen von Norden nach Süden verlaufenden Anstieg, eine Meile östlich von Langport.
Vor diesem Anstieg befand sich ein sumpfiges Tal und der Fluss Wagg Rhyne. Nur ein enger Weg, der von Bäumen und Hecken gesäumt war, führte durch eine Furt über den Fluss und den Hügel hinauf.
Lord Goring postierte oben an diesem Weg zwei Kanonen, die entlang der Straße feuern konnten. In den Hecken verschanzten sich erfahrene walisische Fußsoldaten. Goring hoffte, dass Fairfax dadurch zeitintensive Ausweichmanöver durchführen müsste.
Fairfax setzte jedoch darauf, dass die überlegene Moral seiner Kavallerie den Vorteil von Gorings Stellung wettmachen würde. Während seine Artillerie Gorings beide Kanonen vernichteten, schickte Fairfax 1.500 Musketiere durch die Sümpfe, um die walisische Infanterie aus den Hecken zu vertreiben. Dann befahl er zwei Kavallerie-„Divisionen“ (eigentlich zahlenmäßig Regimenter) den Angriff auf den Hügel entlang der Straße. Bei diesen beiden Regimentern handelte es sich zum Großteil um fanatische puritanische Veteranen von Oliver Cromwells „Ironsides“-Regiment.
Die erste Division von Major Christopher Bethel galoppierte in Viererreihen die Straße hinauf und schlug zwei königliche Regimenter in die Flucht.
Ein drittes königliches Regiment führte einen Gegenangriff, wurde aber von der zweiten parlamentarischen Division unter Major John Desborough angegriffen und zum Rückzug gezwungen.
Als immer mehr Parlamentstruppen den Hügel hinauf stürmten, ergriffen die Truppen Lord Gorings die Flucht.
Cromwell wartete mit seinen Truppen auf dem Hügel, bis sich seine Truppen reformiert hatten und begann dann die Verfolgung der Königstruppen. 3 Kilometer weiter versuchte Lord Goring ebenfalls seine Truppen zu sammeln, was aber im Angesicht der anstürmenden Truppen Cromwells misslang.

## Ergebnis
Lord Gorings Armee war die letzte intakte Armee, die dem König zur Verfügung stand. Ihre Niederlage bedeutete nach Naseby einen weiteren schweren Schlag.
Am 23. Juli eroberte Fairfax Bridgewater und am 10. September Bristol. Diese Eroberungen isolierten den Westen Englands von den restlichen königlichen Truppen, die noch Oxford und andere Städte in den Midlands hielten. Der Bürgerkrieg beschränkte sich nunmehr auf die Ausschaltung dieser verstreuten Garnisonen durch die Parlamentsarmeen, ohne dass es noch zu größeren Feldschlachten kam.